# Yekatit-12-Platz
Der Yekatit-12-Platz (amharisch: የካቲት ፲፪ አደባባይ, Yekatit 12 adebabay) ist ein Platz und Verkehrsknoten in Addis Abeba, der Hauptstadt Äthiopiens, der als Kreisverkehr gestaltet ist.
Platz und Kreisverkehr sind Teil des Hauptstraßennetzes von Addis Abeba. In den Kreisverkehr münden unter anderem die Entoto-Straße (offiziell: Algeria Avenue), die nach Norden zu den Entoto-Bergen an der nordöstlichen Stadtgrenze führt, und die King George VI Street, die unter verschiedenen Namen nach Süden zum Meskel-Platz und weiter zum internationalen Flughafen Addis Abeba Bola führt. In Ost-West-Richtung sind die Russia Street und die Weatheral Street zu nennen.
In der Mitte des Platzes und des Kreisverkehrs steht das Yekatit-12-Denkmal zum Gedenken an die Opfer des Pogroms von Addis Abeba, ein italienisches Kriegsverbrechen während der Besatzung 1937. Direkt an den Yekatit-12-Platz grenzen im Südosten der Löwen-Park und im Nordwesten das Gelände der Universität Addis Abeba mit dem Haupttor. Im Löwenpark wurden ehemals die Löwen des Negus gehalten, heute ist es ein kleiner Park mit Löwen in Käfigen. Der Universitätscampus befindet sich auf dem Gelände des Guenete Leul Palastes, den der Negus 1961 der Universität gestiftet hat. Südwestlich grenzt das Gelände des Yekatit-12-Hospitals an den Platz (früher: Kaiser Haile Selassie Hospital und davor Beite Saida Hospital).
Der Platz und die Umgebung um ihn herum werden von den Einheimischen „Siddist Kilo“ (Sechs Kilometer) genannt. Nach einigen Quellen geht die Bezeichnung darauf zurück, dass 6 Straßen in den Platz münden.
Die King George VI Street führt in Richtung Süden zu einem weiteren Platz mit Kreisverkehr und Denkmal in der Mitte. Dieser hat den Namen Miyazya 27 adebabay und wird von Einheimischen auch „Arat Kilo“ (Vier Kilometer) genannt.